# پر هنریکسن
پر هنریکسن (انگلیسی: Per Henriksen; ۱۰ آوریل ۱۹۵۲ – ۱۷ آوریل ۲۰۲۴) بازیکن فوتبال اهل نروژ بود.
از باشگاه‌هایی که در آن بازی کرده است می‌توان به باشگاه فوتبال وایکینگ اشاره کرد.
وی همچنین در تیم ملی فوتبال نروژ بازی کرده است.